# Miguel Bosé (álbum)
Miguel Bosé es el nombre del segundo álbum de estudio grabado por el cantante español del mismo nombre. Fue lanzado al mercado hispano bajo el sello discográfico CBS Discos en 1978.
En este continúa con la misma tonalidad y corte de su álbum anterior, cantando principalmente baladas y realizando temas en el idioma inglés.

## Antecedentes
El éxito obtenido con su álbum debut Linda hace que el cantante comience a reconocerse dentro y fuera de España; se presenta en varios programas de televisión y las ventas del LP se comienzan a disparar.  De la misma forma Miguel viaja a Italia a promocionar los sencillos en este idioma.

## Realización y Promoción
Debido a este éxito inicial, su casa disquera Columbia junto al productor Danilo Vaona comienzan a preparar su siguiente LP; deciden llamar este trabajo como el artista para afianzar el nombre en el gusto del público.
El álbum Miguel Bosé contiene 9 canciones que, al igual que su primer LP, contiene baladas románticas; donde algunos de los temas son traducidos del italiano y, en este trabajo, se dejan las melodías en el idioma inglés debido a que el cantante lo dominaba.
Del álbum se desprenden solo 2 sencillos: Amor mío, cómo estás?, y por primera vez, un sencillo rítmico en idioma inglés Anna.
El álbum junto a las canciones que deciden promocionar resultan no ser tan exitosos como su anterior, pero apoya a Miguel en tener más repertorio en sus presentaciones y logra consolidarlo como un cantante de renombre en España.

## Lista de canciones[6]
| Miguel Bosé |                          |                                    |          |  |
| N.º         | Título                   | Escritor(es)                       | Duración |  |
| 1.          | «Amor mío, cómo estás?»  | Facchinetti, D'Orazio, Miguel Bosé | 4:41     |  |
| 2.          | «El juego del amor»      | Giacobbe, Miguel Bosé              | 3:33     |  |
| 3.          | «Niño de palo»           | A. Hammond, O. Gómez               | 3:29     |  |
| 4.          | «Lucky Guy»              | F. Arbex                           | 5:05     |  |
| 5.          | «Decir adiós»            | E. Sobredo                         | 2:52     |  |
| 6.          | «Anna»                   | F. Arbex                           | 4:45     |  |
| 7.          | «Ternura»                | Óscar Gómez                        | 4:12     |  |
| 8.          | «Jinete del apocalipsis» | J Ian, Miguel Bosé                 | 4:21     |  |
| 9.          | «...Y ya no queda nada»  | Luis G. Escolar                    | 4:17     |  |
| 37:19       |                          |                                    |          |  |

## Créditos
- Arreglos: H. Faltermeier
- Arreglo y producción: Danilo Vaona
- Producción: Fernando Arbex

## Agradecimientos
- A Danilo Vaona, Fernando Arbex y Ele Juárez por la paciencia y las ideas
- A G. D'aquila, G. Harrison, B. Forsey por la batería y la percusión
- A M. Fabiano, R. Unwin por el bajo
- A M. Luca, E. Giuffre, P. Felizatti, E. Björklund por la guitarra y su familia
- A Danilo Vaona, A. Zonca, H. Faltermeier por los teclados
- A Michel, Harold y Anna por el sonido
- A Andrea Bronston, Linda Wesley y al trío Las Guarrotas por prestarme las cuerdas vocales
- A los estudios G.R.S. (Milán); Arco Studios (Múnich) Musicland Giorgio (Múnich); Sonoland (Madrid)
- Gracias a las dudas y a la iniciativa
- Gracias a los cabreos y al amor nuestro de cada día
- Gracias al año pasado y a un futuro presente
- Gracias al querer que es poder
- Gracias a ti que me tienes